# Thérapie psychédélique

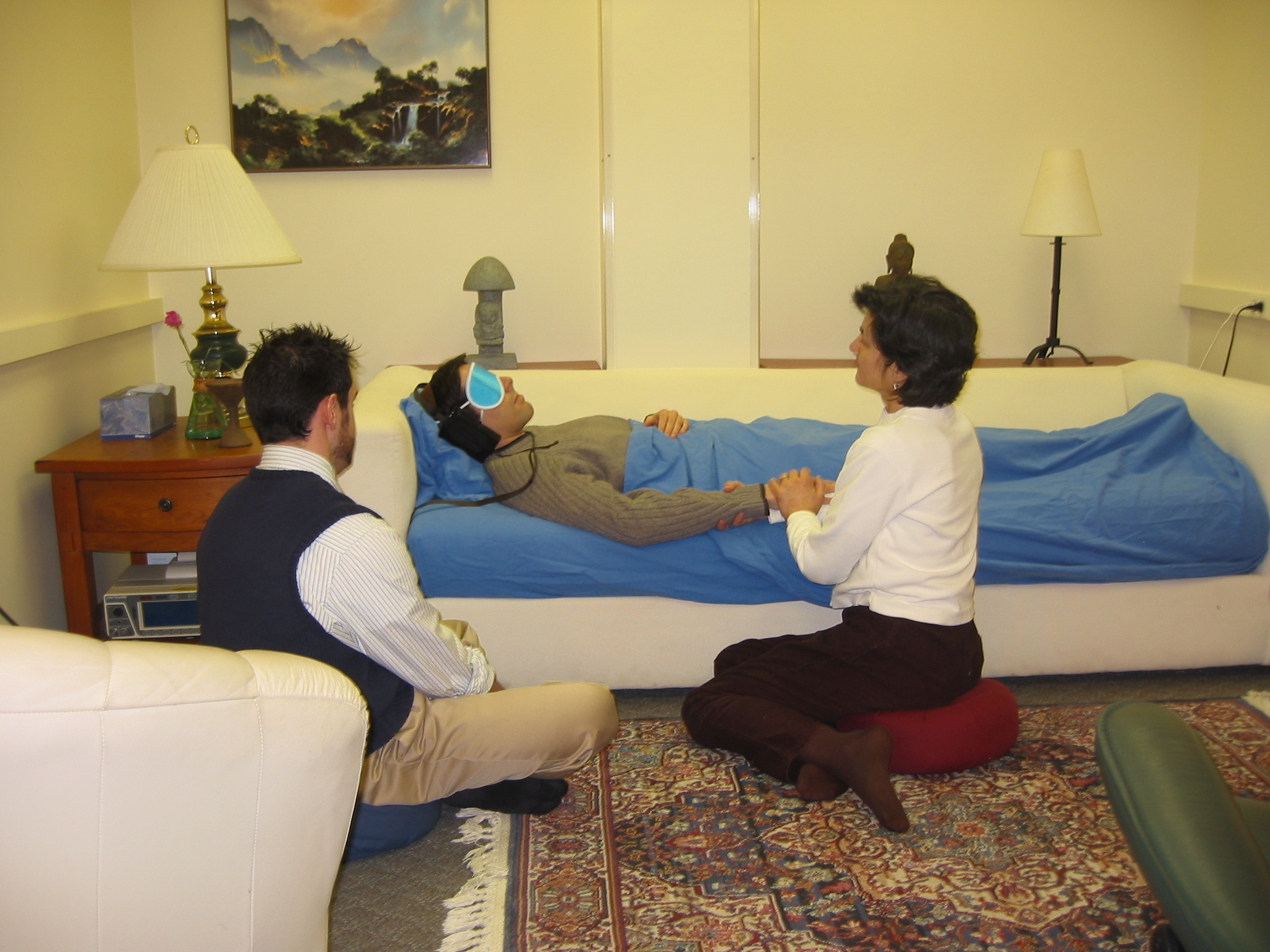
Session de psilocybine à l'Université Johns Hopkins.

La thérapie psychédélique, parfois appelée psychothérapie assistée par les psychédéliques (PAP), est un type de psychothérapie qui implique le recours à des substances psychédéliques telles que la psilocybine, le LSD, le DMT, la mescaline, le 2C-B et la MDMA. La thérapie psychédélique se révèlerait efficace dans le traitement de la dépression et des troubles anxieux ainsi que dans celui du syndrome de stress post-traumatique et de l'alcoolisme.

## Histoire
Les recherches scientifiques sur les propriétés psychothérapeutiques des psychédéliques ont commencé dans les années 1950 et 1960 et portaient notamment sur les effets du LSD.
À partir des années 1960, les vastes entreprises de prohibition des drogues, notamment symbolisées en Amérique du Nord par la War on Drugs du président Nixon, ont contribué à l'adoption de législations qui restreignaient grandement la distribution et l'usage de substances psychédéliques. Cela a eu pour effet de ralentir les recherches sérieuses sur le sujet.
Au début du XXIe siècle, la thérapie psychédélique regagne toutefois l'intérêt des milieux médicaux occidentaux. En 2016, l'Université Johns-Hopkins et l'Université de New York mènent de vastes études s'appuyant sur des essais randomisés contrôlés pour mesurer les effets de la thérapie psychédélique sur la dépression et l'anxiété de patients cancéreux. Ces études concluent à une baisse statistiquement significative des troubles anxiodépressifs, avec un maintien pendant au moins 6 mois, sans effets secondaires marqués,.
Le 5 janvier 2022, Santé Canada autorise certains professionnels de la santé à faire usage de la psilocybine et de la MDMA pour traiter en urgence des patients. Un psychologue qui dirige une clinique spécialisée en thérapie psychédélique affirme alors que ce « changement de paradigme » positionne le gouvernement canadien comme « un chef de file dans la recherche sur les bienfaits médicaux des psychédéliques ».

## Les différents types de psychothérapies psychédéliques
Il y a différentes modalités d'application de la psychothérapie assistée par les psychédéliques développées depuis la moitié du XXe siècle.
Il y a l’approche psycholytique, développé dans les années 50 principalement en Europe, qui consiste en l’utilisation de doses faibles à moyenne pour accompagner et faciliter le processus psychothérapeutique. Un plus grand nombre de séances sont effectuées, travaillant généralement d'un point de vue psychanalytique. Elle a été surtout utilisée en Europe (Sandison, 1954) (Soskin, 1973).
Il y a également l’approche psychédélique. Plus typique des États-Unis, cette méthode consistait à administrer de fortes doses de LSD ou d'autres psychédéliques dans le but de provoquer des expériences profondes chez le patient. Cette approche consistait en une préparation importante autour du patient pour l’emmener vers le mystique, nécessitant un environnement apaisant, de la musique en fond et de hautes doses de LSD. Il se produisait un processus de « mort-renaissance » qui amenait à des états d’unité cosmique. Ces expériences mystiques ou "peak experiences", selon les termes de Maslow, permettraient au sujet d'obtenir une vision renouvelée de lui-même, du monde et de la vie, ce qui aurait des bénéfices thérapeutiques en soi,. Généralement, seules 1 à 3 séances de ce type sont réalisées. À la différence de l’approche psycholytique, il n’y a pas d’interprétation ou d’analyse de l’expérience durant les effets. Elle survient après. Elle a été utilisée principalement aux États-Unis et les études menées à Spring Grove Hospital dans le Maryland et dans le centre psychiatrique de recherche du NIMH à Catonsville aux USA, durant les années 60 furent les plus abouties et les plus rigoureuses.
Une combinaison des 2 approches psycholytique et psychédélique, appelée approche psychédélytique a été mise en place par Alnaes et Grof. Elle consistait à l’élaboration de production de l’inconscient avec de faibles doses de LSD, et au travail psychédélique en séance individuelle avec de plus fortes doses de LSD. C’est l’approche la plus moderne et elle a déjà été utilisée dans des études pilotes (Yensen, 1995), comme par exemple pour une étude Suisse de la SAePT entre 1988 à 1993.
Les études ont permis d’établir une règle fondamentale : l’importance cruciale du cadre thérapeutique pour induire des résultats positifs. L’effet purement pharmacologique n’est pas suffisant et n’induit des résultats positifs que dans un cadre en lui-même thérapeutique. Les facteurs extra-pharmacologiques ne doivent pas être négligés. Les psychédéliques n’étant que des catalyseurs qui activent les potentiels psychiques innés.
Albert Hofmann expose une de ses théories pour le travail psychanalytique. « Dans l'ivresse au LSD, la vision quotidienne du monde subit une modification progressive, un bouleversement. […] (Il y a) une rupture de la barrière Moi–Toi. Ces deux éléments aident les patients noyés dans un réseau de problèmes relatifs au Moi à échapper à leur fixation et à leur isolement, ce qui leur permet d'établir une meilleure relation au médecin et par la suite, d'être plus réceptifs à une influence psychothérapeutique. De la même manière, le sujet sous LSD devient plus disponible. […] Certaines expériences oubliées ou refoulées reviennent à la conscience […]. Au cas où il s'agit des événements traumatiques recherchés dans la psychanalyse, ces événements deviennent, par la même, accessibles au traitement psychothérapeutique. Il existe de nombreux rapports qui signalent qu'au cours d'analyses sous LSD, des souvenirs datant même de la prime enfance ont pu redevenir vivants. Et il ne s'agit pas là d'un souvenir ordinaire, mais bien d'une reviviscence au sens propre du terme ; non pas d'une réminiscence » (Hofmann, 1997).

## Utilisations

### Dans les troubles liés à l'utilisation de substances
Des études menées par Humphry Osmond, Betty Eisner et d'autres ont examiné la possibilité que la thérapie psychédélique puisse traiter l'alcoolisme (ou, moins couramment, d'autres addictions). Bill Wilson, le fondateur des Alcooliques anonymes, a utilisé le LSD lors d'expériences supervisées avec Betty Eisner, Gerald Heard et Aldous Huxley. Il a ingéré du LSD pour la première fois le 29 août 1956. À l'invitation de Wilson, sa femme Lois, son conseiller spirituel le père Ed Dowling et Nell Wing ont également participé à l'expérimentation de cette substance. Plus tard, Wilson écrivit à Carl Jung, louant les résultats et le recommandant comme validation de l'expérience spirituelle de Jung. Selon Wilson, la séance lui a permis de revivre une expérience spirituelle spontanée qu'il avait eue des années auparavant, ce qui lui avait permis de surmonter son propre alcoolisme.
Une revue de 1998 sur l'efficacité de la thérapie psychédélique pour traiter l'alcoolisme a conclu qu'en raison de difficultés méthodologiques dans la recherche antérieure à cette époque, il n'était pas possible de dire si elle était efficace. Une méta-analyse de 2012 a révélé que "Dans une analyse regroupée de six essais cliniques contrôlés randomisés, une seule dose de LSD avait un effet bénéfique significatif sur l'abus d'alcool lors de la première évaluation de suivi rapportée, qui s'étendait de 1 à 12 mois après la sortie de chaque programme de traitement. Cet effet de traitement du LSD sur l'abus d'alcool a également été observé de 2 à 3 mois et à 6 mois, mais n'était pas statistiquement significatif à 12 mois après le traitement. Parmi les trois essais qui ont rapporté une abstinence totale de l'utilisation d'alcool, il y avait également un effet bénéfique significatif du LSD lors de la première évaluation de suivi rapportée, qui s'étendait de 1 à 3 mois après la sortie de chaque programme de traitement."
En 2022, une revue systématique a été publiée sur l'efficacité de l'ibogaïne/noribogaïne, un alcaloïde indolique aux propriétés "anti-addictives", pour traiter les troubles liés à l'utilisation de substances en examinant les études jusqu'à décembre 2020. L'ingestion orale d'ibogaïne entraîne une expérience psychédélique intense avec des effets durant jusqu'à 72 heures qui conduisent les participants à des réflexions qui peuvent changer leur façon de voir la vie et leur mode de pensée. Cependant, le mécanisme par lequel ce médicament agit pour réduire l'utilisation de substances n'est pas encore compris. Les preuves suggèrent que l'ibogaïne entraîne une certaine réduction de l'utilisation d'opioïdes et de cocaïne, mais des essais randomisés mieux conçus et de plus grande envergure sont nécessaires pour comprendre pleinement les bénéfices thérapeutiques. Des réactions indésirables significatives ont été ressenties par les participants, y compris la cardiotoxicité, la prolongation du QT, l'ataxie, la psychose, et plusieurs décès ont été rapportés en raison d'événements indésirables toxiques. L'analyse des décès a conclu que les patients atteints de comorbidités cardiaques et ceux prenant des médicaments concomitants sont plus à risque d'une urgence médicale.
Une revue systématique terminée en 2023 contenant des études de la dernière décennie, a examiné la capacité de la thérapie psychédélique en combinaison avec la psychothérapie d'aider à réduire l'utilisation de substances, les envies et l'abstinence des addictions, y compris l'alcool, la cocaïne, les opioïdes et la nicotine. Les études ont souvent signalé des réductions de la consommation de substances, cependant, la qualité des preuves est trop faible pour tirer des conclusions solides sur l'efficacité des traitements psychédéliques pour les troubles liés à l'utilisation de substances (en).
Cependant, une revue systématique des études humaines et animales a montré qu'une seule dose de LSD pour le traitement de l'usage nocif d'alcool a conduit à de meilleures chances d'amélioration de la consommation d'alcool que les participants contrôle.

### Dans les maladies terminales
Pendant le début des années 1950 et 1960, l'Institut national de la santé mentale a parrainé l'étude de médicaments psychédéliques tels que la psilocybine et le LSD pour soulager l'anxiété et la dépression invalidante que peuvent ressentir les patients avec des diagnostics terminaux. Bien que ces premières études soient difficiles à trouver, la résurgence de l'intérêt pour les médicaments psychédéliques pour traiter l'état d'esprit humain en fin de vie a conduit à quelques petites études au XXIe siècle. Les recherches plus récemment publiées renforcent les conclusions des années 1950 et 1960 montrant que le médicament est extrêmement efficace pour réduire l'anxiété et la dépression dans cette population de patients une fois soigneusement sélectionnée et qu'il a peu d'effets indésirables lorsqu'il est administré dans un cadre de psychothérapie et sous surveillance médicale. Les psychologues qui dirigent les essais de thérapie par médicaments psychédéliques ont constaté que les patients en fin de vie vivent souvent plus difficilement le tourment émotionnel de la mort que les aspects physiques. Cet état d'esprit rend difficile pour les patients de trouver un sens et du plaisir dans la vie lors de leurs derniers mois ou années. Bien que tous les patients aient des expériences complètement différentes sous ces médicaments altérant l'esprit, les sujets de recherche interrogés ont tous exprimé qu'ils avaient une "clarté et une confiance accrues quant à leurs valeurs et priorités personnelles, ainsi qu'une reconnaissance renouvelée ou accrue de la signification intrinsèque et de la valeur de la vie." Plus récemment, les chercheurs ont soutenu que la thérapie psychédélique est bénéfique pour ces patients car elle pourrait réduire spécifiquement leur peur de mourir.
À partir de 2016, l'Université Johns Hopkins et l'Université de New York ont mené de vastes études randomisées et contrôlées par placebo. Ces deux études sont parmi les premières études contrôlées de grande envergure mesurant les effets de la thérapie psychédélique sur la dépression et l'anxiété chez les patients atteints de cancer. À travers les évaluations des cliniciens et les auto-évaluations, le traitement psychédélique a entraîné une réduction statistiquement significative de l'anxiété et de la dépression, avec un maintien pendant au moins 6 mois,. Les études ont surveillé les effets indésirables des médicaments, mais aucun effet indésirable grave n'a été observé,. Les deux études ont également attribué en partie l'efficacité aux patients qui ont vécu une "expérience mystique",. Une expérience mystique est une expérience introspective très personnelle où une sorte d'unité ou de transcendance du temps et de l'espace est décrite. Plus de recherches sont nécessaires pour élargir la généralisabilité des conclusions. De plus, plus de recherches sont nécessaires pour comprendre les propriétés biologiques d'une expérience mystique,.
Les preuves se multiplient en faveur de l'utilisation de psychédéliques atypiques tels que la kétamine pour traiter la dépression chez les patients en phase terminale, avec une administration par intraveineuse répétée ayant l'effet thérapeutique le plus important. Lors de ces études, aucun patient n'a subit de graves effets indésirables; cependant, la cystite ulcéreuse induite par la kétamine est une préoccupation pour une administration répétée à long terme. Des études qualitatives sont nécessaires pour mieux comprendre les mécanismes et les changements de processus de pensée qui conduisent à des résultats thérapeutiques.

### Dans le trouble de stress post-traumatique (TSPT)
L'Association Multidisciplinaire pour les Etudes Psychédéliques (MAPS) mène des études sur le traitement psychédélique du trouble de stress post-traumatique. Les essais de Phase 2 (en) de ces études, menés aux États-Unis, au Canada et en Israël, ont impliqué 107 participants atteints de TSPT chronique et résistant au traitement, ayant eu un TSPT pendant en moyenne 17,8 ans. Sur les 107 participants, 61 % ne remplissaient plus les critères du TSPT après trois séances de psychothérapie assistée par MDMA deux mois après le traitement. Lors de la session de suivi de 12 mois, 68 % n'avaient plus de TSPT. Les essais de phase 2 menés entre 2004 et 2010 ont rapporté un taux de rémission global de 66,2 % et de faibles taux d'effets indésirables chez les sujets atteints de TSPT chronique. En 2017, la MAPS et la FDA ont conclu un accord sur le protocole spécial pour les essais de phase 3.
Les preuves montrent que la psychothérapie assistée par MDMA par rapport au groupe contrôle montre une amélioration cliniquement significative des scores de l'Échelle de stress post-traumatique administrée par un clinicien (en) (CAPS) par rapport à la ligne de base, la plupart des patients ne répondant plus au score CAPS pour le TSPT. Les effets de la psychothérapie assistée par MDMA peuvent être observés jusqu'à 12 mois après avoir reçu 2 à 3 séances actives de MDMA à dose modérée à élevée (75 à 125 mg).
Il est important de noter qu'étant donné les difficultés avec l'aveuglement approprié dans les essais de psychothérapie assistée par MDMA et psychédélique, les résultats sont probablement surestimés,. De plus, il n'y a pas d'essais cliniques de supériorité ou de non-infériorité comparant la psychothérapie assistée par MDMA aux traitements déjà existants fondés sur des preuves pour le TSPT. Mais compte tenu des effets rapportés dans les essais cliniques de psychothérapie assistée par MDMA pour le TSPT, il n'y a aucune raison de croire que ce mode de traitement est plus efficace que les traitements psychologiques existants axés sur les traumatismes.

### Dans les troubles dépressifs et anxieux
En 2019, la FDA a approuvé l'utilisation de l'esketamine pour une administration intranasale dans le traitement du trouble dépressif majeur (TDM) et de la dépression résistante au traitement (DRT), en association avec un antidépresseur oral.
Également en 2019, la FDA a accordé le statut de "thérapie innovante" au psilocybine pour le traitement de la dépression résistante au traitement et du trouble dépressif majeur afin d'accélérer le processus d'approbation réglementaire. La désignation de "thérapie innovante" accélère l'étude des médicaments où des preuves cliniques préliminaires montrent qu'ils pourraient être nettement plus efficaces que les thérapies déjà disponibles.
Des études sur les effets cliniques de l'ayahuasca ont trouvé des effets antidépresseurs et anxiolytiques significatifs, ce qui a conduit à des appels en faveur de recherches supplémentaires pour surmonter les limitations méthodologiques des études existantes.
Il existe des preuves que la psilocybine en combinaison avec la MDMA pourrait aider dans les troubles psychiatriques, mais seulement lorsqu'elle est administrée dans un cadre clinique contrôlé.
Il existe des preuves limitées que des réductions des scores du risque suicidaire peuvent être observées immédiatement après l'administration de l'ayahuasca ou de la psilocybine, observables jusqu'à 6 mois après l'administration.

## Aspects légaux
La psychothérapie assistée par les psychédéliques n’est pas autorisée en dehors de certaines conditions restrictives et ceci est dû au fait que la plupart des substances psychédéliques figurent à l'annexe 1 de la Convention des Nations unies sur les substances psychotropes de 1971 à Vienne (c'est-à-dire parmi les drogues répertoriées comme n'ayant aucun usage thérapeutique possible) sont donc interdites. Depuis 2014, les traités mondiaux listant le LSD et la psilocybine comme des substances contrôlées de " l'annexe I " continuent d'empêcher une meilleure compréhension de ces drogues. Une grande partie de la recherche clinique renouvelée a été menée avec la psilocybine et la MDMA aux États-Unis avec une permission spéciale et des désignations de thérapie révolutionnaire par la FDA, tandis que d'autres études ont examiné les mécanismes et les effets de l'ayahuasca et du LSD,,. La psychothérapie assistée par la MDMA fait l'objet de recherches actives par le MAPS. Seules six études formelles sur les applications du LSD ont eu lieu entre 1990 et 2017. Aucune complication de l'administration du LSD n'a été observée.
Le nouveau siècle marque un changement plus large dans l'attitude politique envers la médecine psychédélique, en particulier au sein de la Food and Drug Administration. Curtis Wright, alors directeur adjoint de la division des médicaments d'anesthésie, de soins intensifs et de toxicomanie de la FDA, a expliqué une motivation de ce changement : "l'agence a été contestée juridiquement dans un certain nombre de cas et a également subi un processus d'introspection, en se demandant 'est-il approprié de traiter cette classe de médicaments différemment ?'".
Dans les années 2010, face à l'absence de réponse gouvernementale quand l'intérêt pour les thérapies alternatives augmentent, plusieurs organismes privés s'implantent dans les pays autorisant l'usage des psychédéliques. Implantées aux Pays-Bas, en Jamaïque ou au Costa-Rica, ces centres de bien-être, qualifiés de "Retraites psychédéliques", propose un encadrement professionnel des voyages psychédéliques. Mais contrairement au monde médical, ces sociétés ne peuvent se prévaloir d'un effet thérapeutique direct. Et si une partie de leur clientèle vient bien chercher une forme de bénéfice thérapeutique, les retraites psychédéliques naviguent dans la zone grise du tourisme de bien-être, d'où elles ne peuvent pas légalement promouvoir leur aspect médical.
Le 5 janvier 2022, Santé Canada a autorisé certains professionnels de la santé à faire usage de la psilocybine et de la MDMA pour traiter en urgence des patients. Un psychologue qui dirige une clinique spécialisée en thérapie psychédélique affirme alors que ce « changement de paradigme » positionne le gouvernement canadien comme « un chef de file dans la recherche sur les bienfaits médicaux des psychédéliques ».
De son côté, le Ministère australien de la Santé et des Soins aux personnes âgées a reclassé deux substances psychotropes pour les ouvrir aux traitements de troubles mentaux. La décision est entrée en vigueur le 1er juillet 2023 et ne comporte pas la notion de "traitement en urgence" qui existait dans la loi Canadienne. À compter de cette date, la psilocybine peut donc être prescrite par des psychiatres pour des patients souffrant de dépression résistante aux traitements. La MDMA est destinée aux personnes qui souffrent d'un trouble de stress post-traumatique. La méthodologie retenue implique que le médecin reste présent avec son patient tout au long des effets psychédéliques de la substance.